# 徒骇河
徒骇河位于黄河下游的北岸，流经河南、河北、山东三省，自西南向北呈窄长带状。干流起自山东省聊城市莘县的文明寨村东，在滨州市沾化县与秦口河汇流后，经东风港于暴风站入海。干流总长436公里，总流域面积13902平方公里。从滨州沾化的富国港到东风港的河道也是可通航的三级航道。

## 历史
“徒骇河”一名源自大禹治水的传说，先传禹疏九河之时，因其中一条的治理用工极多，众徒惊骇，故名徒骇。如今的徒骇河是由古代相继形成的商河、土河等河流贯通而成的一条以“徒骇河”为名的防洪排涝河道。
唐代《元和郡县图志》记载，“汉成帝鸿嘉四年，河水泛滥为害，河堤都尉许商凿此河通海，故以商为名，后人加水焉”。西汉鸿嘉四年（公元前17年）黄河决口，为宣泄黄河洪水，河堤都尉许商于当年开挖商河，后曾改称为“滳河”。商河自今高唐起，经禹城、临邑、商河、惠民、滨城，至沾化分为二支入海。土河位于黄河与商河之间，诞生年代应比商河要晚。被用于防洪排涝的商河和土河一直延续到明代。明中叶，两河在惠民南合流，形成了现代的徒骇河。徒骇河形成之初，名称比较混乱，如明嘉靖《武定州志》又“州城南五十里，今称土河，旧志遂谓即徒骇河故道”，“惠民沟南望徒骇河”等记载。直到清代，仍有方志将徒骇河称为“土伤河”。
清朝时，徒骇河至山东沾化县花家村向东折转，经孔家、下河、老鸹嘴入海，该段又名洚河。当时，徒骇河上泄洪水，下受潮汐冲刷，畅通无阻，江南和东北及朝鲜的货运船只可一帆而达滨县三河湖。但因受黄河决口和引黄济运影响，徒骇河淤积严重，虽经多次局部治理，但效果不佳。清光绪至民国年间，徒骇河几经治理，至1931年山东全省统一疏浚徒骇河时，沾化县自坝上村向北开挖了一段新河，下接久山潮沟，由下圈、垛圈庄北，烟袋沟西折而北去，与秦口河汇流后，经套尔河入渤海。

## 流域
流经南乐、阳谷、聊城、茌平、高唐、禹城、齐河、临邑、济阳、商河、惠民、滨县、沾化14县（市）